# Station Asperg
Station Asperg is een spoorwegstation in de Duitse plaats Asperg. Het station werd in 1847 geopend.
Het station ligt aan de Frankenbahn en is een station aan Lijn S5 van de S-Bahn Stuttgart.